# The House of Gaunt
Pour plus de détails, voir Fiche technique et Distribution.
The House of Gaunt, aussi connu sous le titre The House of Gaunt : Lord Voldemort Origins, est un fanfilm français tourné en anglais et réalisé par Joris Faucon Grimaud. Il est inspiré par la saga Harry Potter de J. K. Rowling.

## Synopsis
La famille Gaunt prône la pureté et la grandeur de sa lignée : ses membres se revendiquent comme les descendants légitimes de Salazar Serpentard, l'un des quatre fondateurs emblématiques de Poudlard. Impitoyables Sang-purs, les Gaunt sont craints pour leurs déviances et leurs accès de violence.
L'un d'eux, Tom Elvis Jedusor, va devenir le sorcier le plus puissant et le plus redouté du monde.

## Fiche technique
Sauf indication contraire, les informations mentionnées dans cette section peuvent être confirmées par la base de données cinématographiques IMDb,  présente dans la section « Liens externes ».
- Titre original : The House of Gaunt
- Titre alternatif : The House of Gaunt : Lord Voldemort Origins
- Réalisation : Joris Faucon Grimaud
- Scénario : Joris Faucon Grimaud, d'après les personnages de la saga Harry Potter créée par J. K. Rowling
- Direction artistique : Cecile Gauthier
- Peinture : Didier Chipan
- Costumes : Emilie Malfaisan, Caroline Caries, Violette Conti, Anne Verhague, Marie Aude Vienne
- Photographie : Nicolas Beauchamp
- Superviseur VFX : Tony Nuon, Juan-Sebastian Sotelo
- Effets visuels : Tony Nuon, Géraud Mottais, Louis Fontanay
- Production : Joris Faucon Grimaud, David Dessites
- Budget : 62 000 €[2]
- Pays de production :  France
- Langue originale : anglais
- Durée : 30 minutes
- Date de sortie : 29 mai 2021

## Distribution
Sauf indication contraire, les informations mentionnées dans cette section peuvent être confirmées par la base de données cinématographiques IMDb,  présente dans la section « Liens externes ».
|                                                                 |  |  |
| Les acteurs principaux, Maxence Danet-Fauvel et Sabine Crossen. |  |  |

- Maxence Danet-Fauvel : Tom Elvis Jedusor / Lord Voldemort
- Sabine Crossen : une auror
- Charly Bouthemy : James Potter
- Agatha Maksimova : Lily Potter
- Frédéric Souterelle : Bob Ogden
- Rupert Wynne-James : Marvolo Gaunt
- Louise Molinaro : Merope Gaunt
- Antoine Musy : Tom Riddle Sr.
- Anaïs Parello : Cecilia
- Alexandre Majetniak : Morfin Gaunt
- Éléonore Sarrazin : une mangemort
- Samia Cavalier : une mangemort
- Axel Baille : un mangemort
- Nicolas Drobins : un mangemort
- Jean-Michel Dubreuil : un mangemort
- Esther Lebeau : une mangemort
- Anaïs D'Alyciade : ?

## Production
Le court-métrage est écrit, réalisé et produit par Joris Faucon Grimaud. Au cours des campagnes de financement participatif successives, l'équipe parvient à récolter un budget de 62 000 euros. Le tournage s'étend sur trois ans et la postproduction dure dix-huit mois. Une équipe de 80 bénévoles, pour l'essentiel des professionnels du cinéma français et anglo-saxons, est mobilisée.
Le casting compte l'acteur Maxence Danet-Fauvel, révélé par la série Skam. Ce dernier est choisi à la suite d'un long casting. La présence d’un « fan-art de Voldemort [qui] ressemblait beaucoup à Maxence » influe sur le choix de Faucon Grimaud, dont « l’impression s’est confirmée naturellement » par la suite. Pour le rôle, le comédien apprend l'anglais, le court-métrage étant tourné intégralement dans cette langue.
En septembre 2021, le film est projeté au FIFFH en présence de Maxence Danet-Fauvel, Sabine Crossen et Joris Faucon Grimaud.
The House of Gaunt est ensuite disponible en 4K et sous-titré sur le site du réalisateur, où il sera mis gratuitement à disposition durant deux mois. Au 31 octobre 2021, le film cumule plus de 3 millions de vues.

## Accueil
Le fanfilm est globalement bien accueilli, notamment par la presse qui s’intéresse de près au phénomène.
Télérama loue un court-métrage « fidèle à la saga et bien ficelé », tandis que Le Monde salue l'ambition du projet dans un article consacré à la genèse et à la production du film.
Sur IMDb, The House of Gaunt récolte une moyenne spectateurs de 7/10 pour 188 votes.